# البرهان على أن باي عدد غير كسري
درس العدد π منذ العصور القديمة، كما هو الحال أيضا بالنسبة إلى مفهوم الأعداد غير الكسرية. عدد غير كسري هو كل عدد لا يمكن كتابته على شكل كسر a/b حيث a عدد صحيح وحيث b عدد صحيح لا يساوي الصفر.
في القرن الثامن عشر، برهن يوهان هاينغيش لامبرت على كون π عددا غير كسري.

## برهان لامبرت

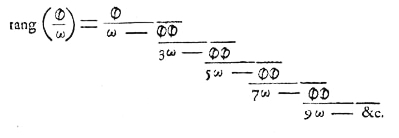
صيغة لامبرت كما جاءت في الصفحة 288 في أطروحته "أطروحة حول بعض الخصائص المهمة للكميات المتسامية والدائرية واللوغارتمية", Mémoires de الأكاديمية الملكية للعلوم في برلين (1768), 265–322.

في عام 1761، أثبت يوهان هاينغيش لامبرت أن π عدد غير كسري؛ وذلك من خلال البرهان أولا على أن الكسر المستمر أسفله يساوي ظل x:
{\displaystyle \tan(x)={\cfrac {x}{1-{\cfrac {x^{2}}{3-{\cfrac {x^{2}}{5-{\cfrac {x^{2}}{7-{}\ddots }}}}}}}}.}
ثم البرهان على أنه إذا كان x عددا كسريا، فإن دالة الظل تكون غير كسرية.
وبما أن tan(π/4)=1 عدد كسري، هذا يعني أن π/4، وبالأخص π، عدد غير كسري.
من أجل هذا البرهان، قد تستعمل متسلسلة تايلور على دالتي الجيب والجيب التمام.

## برهان نيفن
افترض نيفن أن π عدد كسري، مما مكنه من كتابة π=a/b حيث a و b عددان صحيحان. بدون فقدان للتعميم، افترض أن هذين العددين موجبان.
{\displaystyle f(x)={\frac {x^{n}(a-bx)^{n}}{n!}}}
من أجل كل x ∈ ℝ.